# Bertholdia

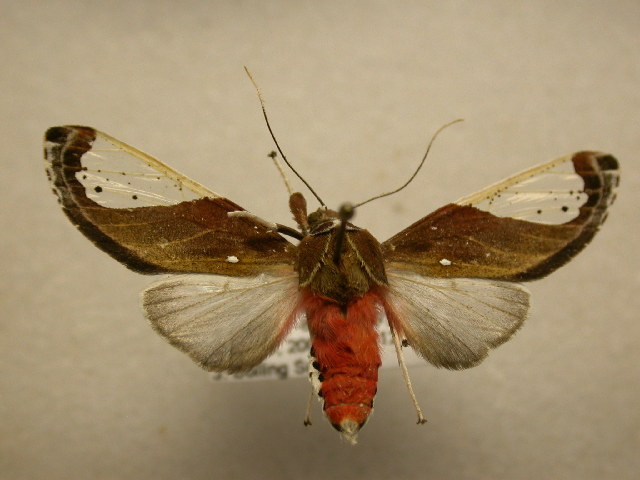
Bertholdia fumida

Bertholdia és un gènere de lepidòpters ditrisis de la família Erebidae, subfamília Arctiinae.

## Taxonomia
Inclou 21 espècies:
- Bertholdia albipuncta (Schaus, 1896)
- Bertholdia almeidai (Travassos, 1950)
- Bertholdia aroana (Strand, 1919)
- Bertholdia crocea (Schaus, 1910)
- Bertholdia detracta (Seitz, 1921)
- Bertholdia flavidorsata (Hampson, 1901)
- Bertholdia flavilucens (Schaus, 1920)
- Bertholdia fumida (Schaus, 1910)
- Bertholdia grisescens (Rothschild, 1909)
- Bertholdia livida (Seitz, 1921)
- Bertholdia myosticta (Druce, 1897)
- Bertholdia ockendeni (Rothschild, 1909)
- Bertholdia philotera (Druce, 1897)
- Bertholdia pseudofumida (Travassos, 1950)
- Bertholdia rubromaculata (Rothschild, 1909)
- Bertholdia schausiana (Dyar, 1898)
- Bertholdia semiumbrata (Seitz, 1921)
- Bertholdia soror (Dyar, 1901)
- Bertholdia specularis (Herrich-Schäffer, 1853)
- Bertholdia steinbachi (Rothschild, 1909)
- Bertholdia trigona (Grote, 1879)